# Gracilineustes
Gracilineustes es un género extinto de crocodiliforme marino que habitaba los océanos desde los periodos Jurásico Medio al Jurásico Superior. Gracilineustes fue un carnívoro mediano, de perfil ahusado y dotado de aletas en sus extremidades, característica compartida por otros metriorrínquidos, como su pariente y género epónimo de la familia, Metriorhynchus (en el que sus especies originalmente fueron clasificadas) y otros reptiles marinos como los ictiosaurios.

## Descubrimiento y especies

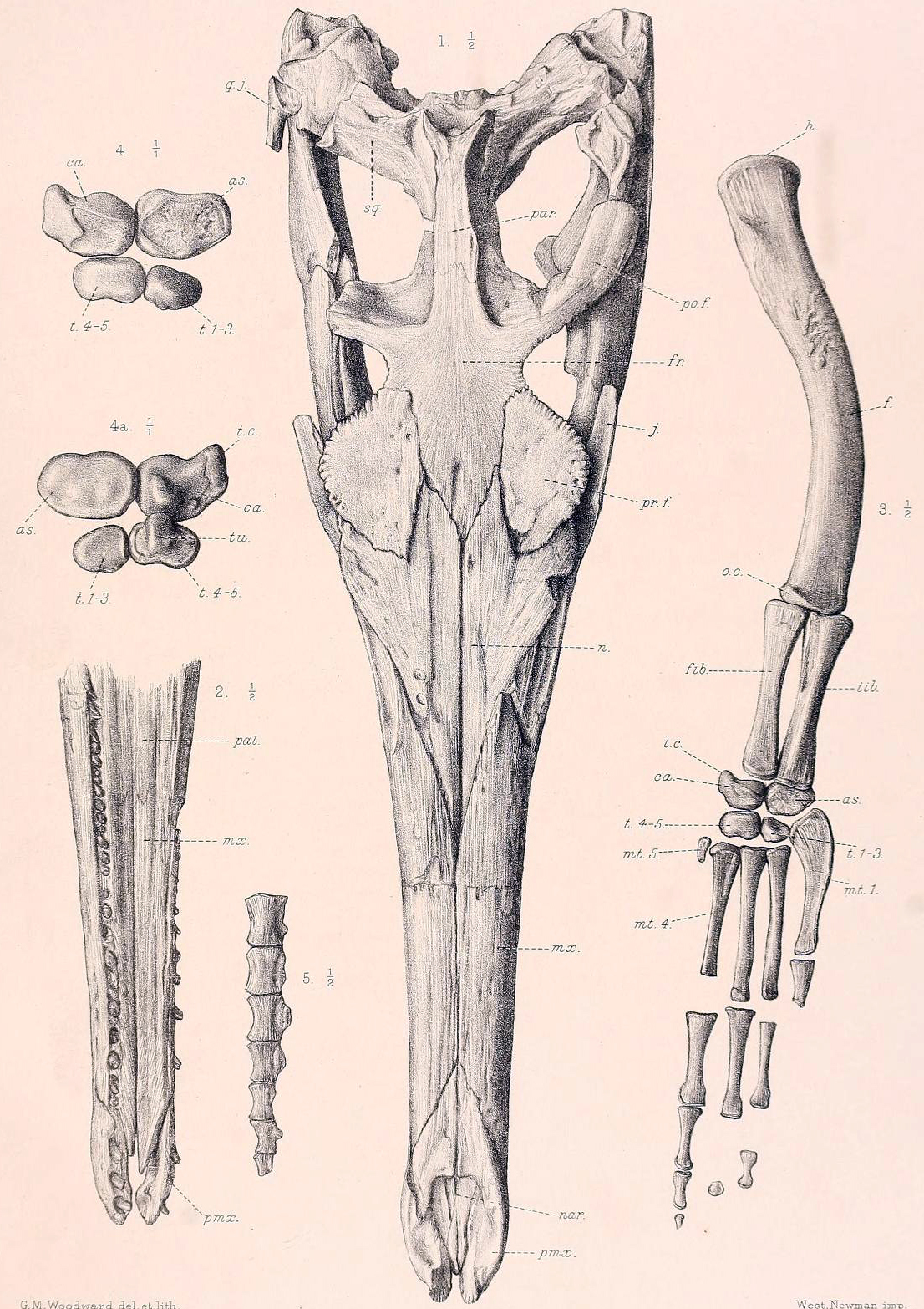
Cráneo y extremidad de G. leedsi.

Especímenes fósiles referibles al Gracilineustes son conocidos de depósitos jurásicos (periodos Jurásico Medio a Superior) de Inglaterra y Francia.

### Especies válidas
- G. leedsi: Europa Occidental (Inglaterra), Jurásico Medio (Calloviano);[2] Metriorhynchus laeve es un sinónimo más moderno.
- G. acutus: Europa Occidental (Francia) del Jurásico Tardío (Kimmeridgiano)[1]